# ハナエチゼン
ハナエチゼンは福井県農業農業試験場が育成した極早生の米（水稲）品種。
漢字表記すると華越前となり、「花をコシヒカリ（越）より前に咲かせる」の意である。
ホウネンワセ系統の越南122号とコシヒカリ系統のフクヒカリ（越南96号）を交配させて誕生した。コシヒカリと比較すると倒伏に強く、収穫する時期が早いことが栽培上の特徴に挙げられる。